# Espion à l'ancienne
Espion à l'ancienne (A Man on the Inside) est une série télévisée américaine en huit épisodes d'environ 29 minutes, créée par Michael Schur et diffusée depuis le 21 novembre 2024 sur la plateforme Netflix.
La série est basée sur le documentaire The Mole Agent de Maite Alberdi sorti en 2020.
Elle met en scène Ted Danson dans le rôle de Charles Nieuwendyk, un professeur d'ingénierie veuf à la retraite qui devient un espion ayant pour mission d'infiltrer une maison de retraite à San Francisco. Il devra faire face aux differents caractères des occupants et son manque d'expérience de ce métier.

## Synopsis
Un ancien professeur se voit offrir un second souffle lorsqu'une détective privée le recrute pour une mission d'infiltration dans une maison de retraite de San Francisco.

## Distribution

### Acteurs principaux
- Ted Danson (VF : Guy Chapellier) : Charles Nieuwendyk
- Mary Elizabeth Ellis (VF : Marie-Laure Dougnac) : Emily Nieuwendyk
- Stephanie Beatriz (VF : Ingrid Donnadieu) : Deborah « Didi » Santos Corder
- Lilah Richcreek Estrada (VF : Olivia Luccioni) : Julie Kovalenko

### Acteurs récurrents
- Eugene Cordero (en) (VF : Jérémy Prévost) : Joel Piñero
- Sally Struthers (VF : Marie-Martine) : Virginia Foldau
- Marc Evan Jackson (VF : Vincent Ropion) : Evan Cubbler
- Kerry O'Malley (en) : Megan Chagughlaight-Accourse
- Margaret Avery (VF : Maïk Darah) : Florance Joanne Whistbrook
- John Getz (VF : Philippe Ariotti) : Elliott Haverhill
- Susan Ruttan (VF : Colette Marie) : Gladys Montrose
- Veronica Cartwright : Beverly Bankl
- Miles Fowler (VF : Julien Portugais) : Jaylen LaMont
- Clyde Kusatsu : Grant Yokohama
- Stephen Henderson (VF : Thierry Desroses) : Calbert Graham
- Lori Tan Chinn (en) (VF : Brigitte Guedj) : Susan Yang
- Jama Williamson (en) (VF : Laura Blanc) : Beatrice Vanbeck

Version française :
- Société de doublage : Audi'Art Dub
- Direction artistique : Jean-Claude Donda

 Source et légende : version française (VF) sur RS Doublage

## Production
Produite par Michael Schur, la série met en vedette Ted Danson de la série The Good Place, et invite Marc Evan Jackson, Eugene Cordero, D'Arcy Carden ainsi que Kristen Bell, vue brièvement de dos, portant le chandail vu dans la dernière scène de Good Place en 2020.

## Fiche technique
Sauf indication contraire, les informations mentionnées dans cette section peuvent être confirmées par les bases de données cinématographiques IMDb et Allociné,  présentes dans la section « Liens externes ».
- Titre original : A Man on the Inside
- Titre français : Espion à l'ancienne
- Création : Michael Schur
- Musique : David Schwartz
- Direction artistique : Jeffrey Butler
- Décors : Kimberly Wannop
- Costumes : Kirston Leigh Mann
- Montage : Sue Federman, Jason Gill
- Casting : Beau Byron, Shayne Hartigan, Heather Strauss
- Production : David Miner, Morgan Sackett, Michael Schur, Maite Alberdi, Marcela Santibanez, Julie Goldman, Christopher Clements
- Sociétés de production : Netflix, Universal Television, Micromundo Producciones, 3 Arts Entertainment, Motto Pictures, Fremulon
- Sociétés de distribution : Netflix
- Pays de production :  États-Unis
- Langue originale : anglais
- Format : couleur - 16:9 - son Dolby Digital
- Genre : espionnage
- Nombre de saisons : 1
- Nombre d'épisodes : 8
- Durée : 27 à 34 minutes
- Dates de première diffusion : 21 novembre 2024

## Épisodes
1. La Taupe chez les séniors (Tinker Tailor Older Spy)
2. L'Homme qui en savait trop sur les ponts (The Man Who Knew Too Much About Bridges)
3. Emily sonne toujours deux fois (The Emily Always Rings Twice)
4. Le Curieux incident du chien pendant le cours de peinture (The Curious Incident of the Dog in the Painting Class)
5. La Montre à complications (Presents and Clear Danger)
6. Notre agent à Sacramento (Our Man In Sacramento)
7. Bons baisers de Russian Hill (From Russian Hill with Love)
8. L'Espion qui venait du froid (The Spy Who Came in from the Cold)

## Distinctions

### Nominations
- Golden Globes 2025 : Meilleur acteur dans une série télévisée musicale ou comique pour Ted Danson